# روروآ (بلژیک)
شهر روروآ (به فرانسوی: Rouvroy) در شهرستان ویرتن  در استان لوکزامبورگ  در منطقه فدرال والوون در کشور بلژیک واقع شده‌است.